# Ярос, Станислав
Станислав Ярос (пол. Stanisław Jaros; 19 января 1932 — 5 января 1963) — польский террорист, электрик, дважды покушавшийся на убийство первого секретаря ЦК Польской объединенной рабочей партии (ПОРП) Владислава Гомулки и Первого секретаря ЦК КПСС Никиты Хрущёва.

## Террористическая деятельность
Первое покушение было совершено С. Яросом 15 июля 1959 года во время официального визита правительственной делегации в Загуже (в настоящее время — микрорайоны города Сосновец). В составе делегации были Никита Хрущев, Владислав Гомулка и первый секретарь Катовицкого воеводского комитета ПОРП Эдвард Герек.
Взрывчатые вещества были украдены Яросом с завода, на котором он работал. Самодельное взрывное устройство, подвешенное им на дереве, взорвалось, не причинив никому вреда.
Следующую попытку террористического акта он совершил 3 декабря 1961 года, во время посещения Гомулкой Сосновца.
На этот раз самодельное взрывное устройство взорвалось со значительным опозданием, когда кортеж уже проследовал место запланированного взрыва. В результате взрыва устройства пострадал ребенок, который был из-за травм частично парализован, а также случайный прохожий, умерший от полученных ран в больнице.
В ходе следствия по собранным на месте преступления остаткам взрывного устройства было установлено, что взрывчатку изготовил человек, хорошо разбирающийся в электромеханике и живущий где-то поблизости. Было допрошено около 50 человек, в квартирах которых проведены обыски.
Уже 28 декабря 1961 года в доме Станислава Яроса были найдены остатки материалов и оборудования, применявшиеся им для изготовления взрывных устройств.
После ареста и суда, 1 января 1963 года приговорившего его к смертной казни, террорист Станислав Ярос всего через 4 дня — 5 января 1963 был повешен.
Следствие установило, что Ярос в течение 1949—1953 годов неоднократно совершал менее громкие взрывы. Так, им были взорваны: экскаватор, коробки связи железнодорожных семафоров, мачта высоковольтной линии электропередач, трансформатор на одной из шахт, местная автозаправка.

## Ссылка
- Anna Zechenter, Elektryk, który chciał zabić Gomułkę, Dziennik Polski, 13 lipca 2009
- Zamachowiec z Zagórza